# Оша
О́ша (сиб. 
Ош, Уыш) — река в Омской области России, левый приток Иртыша, протекает по территории Крутинского, Тюкалинского, Колосовского, Тарского и Знаменского районов.

## География
Длина 530 км, площадь бассейна 21 300 км². Берёт начало из озера Кошара на высоте 99 м над уровнем моря. Вскоре течение реки теряется в заболоченном прибрежье южной части озера Тенис, вытекая из него на севере как протока в озеро Ачикуль. Течёт по Западно-Сибирской равнине. В верховье генеральным направлением течения является восток, в среднем течении — северо-восток, в низовье — северо-запад. Впадает в Иртыш на высоте 52 м над уровнем моря в 12 км северо-западнее села Знаменское.

## Гидрология
Гидрографическая сеть Оши очень редкая. Наиболее крупные притоки втекают с левого берега — реки Ик и Большой Аёв. Долина Оши в верховье V-образная, шириной 0,3—0,5 км с озёровидными уширениями до 1-2 км. В среднем и нижнем течении она трапецеидальная, шириной 0,6-1,5 км. Склоны пологие, от 5 м до 14 м. Ширина поймы в верхнем течении 8-80 м, в среднем и нижнем — 150—700 м. Русло реки умеренно извилистое, и с временными плотинами. В засушливые годы на протяжении 214 км от истока река пересыхает. Ширина реки меняется от 5-20 м до 30-70 м на подпорных участках и излучинах, глубины соответственно от 0,1-1,2 м до 1,5-6,5 м. Дно большей частью илистое, русло сплошь зарастает водной растительностью. Течение в межень слабое 0,1—0,2 м/с и менее. В паводок скорость течения вырастает до 0,3—0,8 м/с. Среднегодовой расход реки в устье — 16,1 м³/с.

## Притоки
В низовье на 21 км от устья принимает слева крупный приток Большой Аёв.
- Тертепкач (лв)[9]
- 21 км: Большой Аёв (лв)[12]
- Тархановка (лв)[13]
- Чекановка (пр)[14]
- Кызыут (пр)[15]
- Калымка (лв)[15]
- 104 км: Ик (лв)[16]
- Петюлиха (лв)[15]
- 155 км: Теис (лв)[17]
- Большой Бугень (лв)[18]
- Тюкалка (пр)[19]
- Яченка (лв)[19]
- Большой Беклеш (лв)[20]
- 292 км: Юя (пр)[21]
- 341 км: Чебаклинка (лв)[22]
- Егитка (пр)[23]
- Александровка (пр)[23]
- Таскалинка (лв)[24]
- Немковка (пр)[24]
- 423 км: Кутырлинка (лв)[25]
- Сарыбалка (лв)[26]
- Кумырка (лв)[27]
- 518 км: Колькулька (лв)[28]

## Ихтиофауна
Из рыбы водятся: щука, карась серебряный, плотва сибирская, окунь, линь.